# Đại học Toronto
Viện Đại học Toronto hay Đại học Toronto (tiếng Anh: University of Toronto, viết tắt là U of T, UToronto, hoặc Toronto) là một viện đại học nghiên cứu hệ công lập tọa lạc tại thành phố Toronto, Ontario, Canada. Được thành lập vào năm 1827 bởi Hiến chương Hoàng gia dưới tên Học viện Hoàng đế (King's College), đây là cơ sở giáo dục đại học đầu tiên tại thuộc địa Thượng Canada thuộc Đế quốc Anh. Đại học Toronto bao gồm 12 trường nhỏ khác nhau về lịch sử hình thành, mỗi trường đều mang tính tự chủ về tài chính và ngoại giao. Trường có thêm 2 cơ sở vệ tinh tại Mississauga (UTM) và Scarborough (UTSC).
Nhờ chất lượng học thuật và lịch sử lâu đời, Đại học Toronto cùng với Đại học McGill được ví như "Đại học Harvard của Canada," mặc dù danh xưng này đang gây tranh cãi. Trường đại học Toronto được đánh giá cao trong danh sách các đại học hàng đầu trên thế giới và thường xuyên là một trong ba đại học xuất sắc tại Canada. Theo thống kê các trường Đại học Hàng đầu thế giới vào năm 2015 của U.S News & World Report, trường được xếp hạng thứ 14 trên thế giới, và hạng 24 vào năm 2014 bởi Academic Ranking of World Universities, hạng 29 trên thế giới vào năm 2020 và hạng 1 ở Canada bởi QS World University Rankings, và hạng 16 trên thế giới trong năm 2015 bởi Times Higher Education World Reputation Rankings. Trường Đại học Toronto đã đào tạo 2 nhà toàn quyền và 4 vị thủ tướng của Canada, 4 nguyên thủ ngoại quốc, 14 vị thấm phán của Toà Án Tối cao Canada, và 10 giáo sư/cựu sinh viên của Đại học Toronto đã nhận giải Nobel.
Đại học Toronto được biết đến với những biến chuyển có ảnh hưởng và chương trình giáo dục về phê bình văn học và học thuyết truyền thông. Trường Đại học Toronto chính là nơi phát minh ra insulin và nghiên cứu tế bào gốc, và chính là nơi đầu tiên kính hiển vi electron được đưa vào ứng dụng, là nơi phát minh cảm ứng đa điểm chạm và sự khám phá của lỗ đen Cygnus-X1 và thuyết hoàn chỉnh NP. Đại học Toronto là trường được chính phủ hỗ trợ vốn nghiên cứu hằng năm cao nhất tại Canada. Trường là một trong 2 thành viên duy nhất nằm ngoài Hoa Kỳ của Hiệp hội các Viện Đại học Mỹ.
Đội thể dục thể thao Varsity Blues là đại diện của trường Đại học Toronto trong các giải thể thao liên đại học với lịch sử lâu đời gắn liền với bóng ném và khúc côn cầu. Nhà Hart House của trường là một ví dụ điển hình của trung tâm sinh hoạt dành cho sinh viên tại Bắc Mỹ, được dùng để bảo tồn văn hóa, trí tuệ và các sở thích ngoại khóa bên trong kiến trúc đồ sộ kiểu Phục hưng-Gothic.